# Яніс Цімзе
Яніс Цімзе (латис. Jānis Cimze; 3 липня 1814, Раунська волость, Відземе, Російська Імперія — 22 жовтня 1881, Валка, Російська Імперія) — латиський педагог, збирач народних пісень, органіст, засновник латиської хорової музики.

## Ранні роки
Народився в Раунській волості в родині наглядача ферми Андреаса Цімзе та Анни. Був першим з восьми дітей. Початкову освіту здобув у місцевій школі, де також навчився грати на органі. З 16 років працював приватним вчителем, а згодом влаштувався вчителем у школі Валмєрської волості, паралельно працюючи органістом.

## Освіта
1836 року поїхав до Німеччини, де навчався у Вайссенфельській вчительській семінарії, яку закінчив через два роки. Там навчився грати на скрипці, фортепіано, а також покращив свої вміння гри на органі. 1838—1839 року був слухачем Берлінського університету, де відвідував лекції з математики, дидактики та музичної теорії. Його музичним професором був Людвіг Крістіан Ерк, дослідник та колекціонер німецьких народних пісень.

## Відземська вчительська семінарія
Після повернення з Німеччини 1939 року, став директором Відземської вчительської семінарії, яку він очолював до кінця своїх днів. Там він навчав майбутніх вчителів як диригувати хором та гармонізувати народні пісні. Цімзе слідував принципам Йоганна Генріха Песталоцці та Адольфа Дістервега, а саме навчання відбувалось німецькою мовою.
Протягом своєї 42-річної кар'єри в семінарії Цімзе виховав більше чотирьохсот студентів, які згодом стали вчителями в Латвії та Естонії. Бути вчителем в XIX столітті було великою шаною і означало також бути вихователем, музикантом, літературною та громадською фігурою. В другій половині XIX століття вчителі організовували хори та працювали з культурними товариствами.

## Музичний спадок
Яніс Цімзе сприяв становленню та розвитку латиського хорового співу та пропагував виконання а капела. Його збірка пісень для хору «Dziesmu rota» була видана у восьми томах в період між 1872 та 1884 роками. Ця збірка була першою в історії Латвії; вона сприяла становленню латиської хорової культури. Томи II (1872), III (1874), IV (1875) та VII (1884) йшли під назвою «Lauku puķes» (Дикі квіти) і представляли низку жанрів фольк-музики, серед яких пісні про пори року та сімейні традиції, робочі пісні, прощальні пісні для військових новобранців, пісні сиріт, пісні для ігор та колискові.
Цімзе став видатною особистістю в історії музики Латвії, який надихнув колекціонування, видавництво та дослідження народної музики. Все це спонукало до розвитку хорового співу та народження нових оригінальних композицій. Завдяки Цімзе та його студентам було вперше проведено Естонський (1869) та Латвійський (1873) пісенний фестиваль. Індрікіс Зіле, один з його колишніх студентів, став одним з головних диригентів фестивалю.